# أحمد كنعان
أحمد كنعان (1965-) هو فنان تشكيلي فلسطيني ولد في مدينة طمرة، درس الفن في مرسم خليل ريان ثم في أكاديمية بتسلئيل للفنون الجميلة في القدس عام 1989، حاصل على دبلوم في دراسات المتاحف.عمل لخمس سنوات في مصنع للتماثيل البرونزية في القدس، ومدرس لفن النحت في كلية مركز الجليل في مدينة سخنين وكلية الناصرة للفنون، ونظم معارض وأدار صالة العرض البلدية للفنون في مدينة طمرة، وأسس صالة كنعان للفنون في مدينة طمرة.

## أسلوبه الفني
يعمل في النحت والرسم وينوع في مواضيعه عن الحضارات القديمة والأشكال الزخرفية من الفن الإسلامي من جهة وبين واقعه الذي يعيشه كمواطن فلسطيني تحت الاحتلال في وضع سياسي مركب من جهة أخرى، عمل على التفكيك والتركيب كموضوع الهوية ذاتها فأعاد تركيبها على مدار عشرين عاما من مسيرته الفنية مستمد المعنى والشكل من الحاضر والماضي، مستند الإرث السياسي والثقافي، مازج الخاص بالعام، ومنطلق من الذات مما يشكل حجر زاوية في فسيفساء التشكيل الفلسطيني المعاصر.

## المعارض
شارك في العديد من المعارض المحلية والدولية منها: إنسانية محاصرة، وبصير خير، وكويست، ومحاريث، ومعرض الخريف، ومشاطيح، وعنات، وأنا هنا، وصورة ذاتية، وفارس الأحلام، وعلى خيط رفيع، وقريب من البيت، و"50 عام على النكبة"، والبوابة، وزوروا فلسطين، ونسيج، وتكاتب، وإنسان الأرض، وألوان الحياة، وتحولات في زمن الحروب. وشارك كنعان كذلك في مهرجانات عديدة منها: لقاء في بولندا، مهرجان النحت بالحجر في الأردن، وحجارة على الحدود في ألمانيا، ولاجئون في اليونان، وفاس في المغرب، والبورسلان في هنغاريا، ونحت بالحجر في الإمارات العربيّة المتّحدة، مهرجانات رسم في تركيا.

## المقتنيات
تقتني العديد من المؤسسات أعماله منها المتحف الوطني الأردني، ومتحف أم الفحم، ومؤسسة رمزي وسعيدة دلول في بيروت، ومجموعة بارجيل في الشارقة، ومتحف كراكوف في بولندا.